# 王昊洋
王昊洋（1988年12月24日—），中国山东烟台人，围棋职业七段棋手。他2001年入段，2010年升为六段，2020年11月升为七段。他曾获得第3届中国龙星战亚军。2017年6月，在第3届梦百合杯中本赛第二轮比赛中，王昊洋执白以1/4子的优势击败了日本围棋程序DeepZenGo，成为首位在围棋世界大赛中击败计算机程序的人类棋手。
王昊洋的父亲是王岩峰、母亲是徐俐。2016年10月，王昊洋与妻子姜洁举行婚礼。

## 国内比赛成绩
- 2006年，进入第19届中国名人战四强，后负于周鹤洋。
- 2011年，进入第3届中国龙星战决赛，负于李喆。

## 国际比赛成绩
- 2017年，在第3届梦百合杯中连胜韩国棋手申真谞和日本围棋程序DeepZenGo，进入16强，后负于朴永训。